# Засен-Трантов
Засен-Трантов (њем. Sassen-Trantow) општина је у њемачкој савезној држави Мекленбург-Западна Померанија. Једно је од 69 општинских средишта округа Демин. Према процјени из 2010. у општини је живјело 951 становника. Посједује регионалну шифру (AGS) 13052098.

## Географски и демографски подаци
Засен-Трантов се налази у савезној држави Мекленбург-Западна Померанија у округу Демин. Општина се налази на надморској висини од 15 метара. Површина општине износи 45,2 km². У самом мјесту је, према процјени из 2010. године, живјело 951 становника. Просјечна густина становништва износи 21 становника/km².